# Sybra djampeana
Sybra djampeana là một loài bọ cánh cứng trong họ Cerambycidae.